# Tilge, Höchster, meine Sünden, BWV 1083
Tilge, Höchster, meine Sünden, BWV 1083 (Esborra, Altíssim, els meus pecats) és una versió que Bach feu del Stabat Mater de Giovanni Battista Pergolesi, entre els anys 1744 i 1746. Està basat en una versió alemanya anònima del Salm 51 "Compadeix-te de mi, Déu meu” Escrit per a soprano, contralt, dos violins concertants, dos violins ripieno, viola, violó, violoncel i baix continu.

## Discografia seleccionada
- J. S. Bach: Magnificat BWV 243 & BWV 1083. Helmuth Rilling, Gächinger Kantorei, Bach-Collegium Stuttgart, Christiane Oelze, Birgit Remmert. (Hänssler), 1999.
- J. S. Bach: Psalm 51. Thomas Hegelbrock, Balthasar-Neunmann Ensemble, Maya Boog, Michael Chance. (Deutsche Harmonia Mundi), 1998.